# Canton de Liernais
Le canton de Liernais était une division administrative française située dans le département de la Côte-d'Or et la région Bourgogne-Franche-Comté.

## Géographie
Ce canton était organisé autour de Liernais dans l'arrondissement de Beaune. Son altitude variait de 323 m (Marcheseuil) jusqu'à 721 m (au Mont de Gien à Ménessaire) pour une altitude moyenne de 470 m. Le canton avait la particularité de posséder une exclave entre la Saône-et-Loire et la Nièvre : Ménessaire.

## Histoire
- De 1833 à 1842, les cantons de Liernais et de Pouilly-en-Auxois avaient le même conseiller général. Le nombre de conseillers généraux était limité à 30 par département[1].

- De 1842 à 1848, les cantons d'Arnay-le-Duc et de Liernais avaient le même conseiller général. Le nombre de conseillers généraux était limité à 30 par département.

- Depuis le Redécoupage cantonal de 2014, le Canton de Liernais est intégré au Canton d'Arnay-le-Duc.

## Représentation

### Conseillers généraux de 1833 à 2015
| Période     | Période          | Identité                                       | Étiquette             | Qualité |
| ----------- | ---------------- | ---------------------------------------------- | --------------------- | --- |
| 1833        | 1842             | Pierre Alexandre Godard-Poussignol (1793-1872) | Libéral               | Avocat, propriétaire, maire de Chailly-sur-Armançon Député (1848-1849)                                      |
| 1842        | 1845             | Jean-Marie Pinot                               |                       | Maire d'Arnay-le-Duc                                                                                        |
| 1845        | 1848             | Guy Pierre Lazare Bourceret                    |                       | Docteur en médecine à Arnay-le-Duc                                                                          |
| 1848        | 1852             | Henri Moreau                                   | Républicain           | Notaire et propriétaire à Censerey Député (1871-1876) Maire de Saulieu                                      |
| 1852        | 1856 (décès)     | Jean Siraudin                                  |                       | Ancien juge de paix, propriétaire à Cenfosse                                                                |
| 1856        | 1871             | François-Emile de la Grange                    |                       | Juge de paix Propriétaire du château et Maire de Montot, conseiller d'arrondissement                        |
| 1871        | 1886             | Claude Lacomme                                 | Républicain           | Doyen de la Faculté de Droit de Dijon Sénateur (1876-1885)                                                  |
| 1886        | 1893 (démission) | Étienne Coqueugniot                            | Républicain           | Industriel à Manlay                                                                                         |
| 1893        | 1897             | Jean Charles                                   | Républicain           | Cultivateur, maire de Liernais, conseiller d'arrondissement                                                 |
| 1897        | 1922             | Pierre Charles (fils du précédent)             | Républicain puis Rad. | Conducteur de travaux publics Député (1910-1914 et 1924-1928) Maire de Liernais (1925-1932)                 |
| 1922        | 1940             | Camille Beaujard                               | Rad.                  | Ancien Colonel Maire de Manlay Nommé conseiller départemental en 1942                                       |
|             |                  |                                                |                       | |
| 1945        | 1952 (décès)     | Camille Beaujard                               | Rad.                  | Colonel Maire de Manlay                                                                                     |
| 8 juin 1952 | 1964             | Pierre Grillot                                 | CNIP                  | Président du comice agricole de Liernais                                                                    |
| 1964        | 1988             | Pierre Charles                                 | Rad. puis MRG         | Avocat, Député (1967-1968 et 1974-1978)                                                                     |
| 1988        | 2001             | Louis Grillot                                  | DVD                   | Agriculteur Sénateur de 1998 à 2008 Maire de Censerey jusqu'en 2008                                         |
| 2001        | 2015             | Pierre Poillot                                 | PS                    | Chef d'entreprise Maire de Vianges depuis 1995 Président de la Communauté de Communes du canton de Liernais |

### Conseillers d'arrondissement (de 1833 à 1940)
| Période                                  | Période      | Identité                          | Étiquette   | Qualité |
| ---------------------------------------- | ------------ | --------------------------------- | ----------- | --- |
| 1833                                     | 1839         | Joseph Pierre Brochot (1768-1852) |             | Juge de paix à Liernais, propriétaire à Villiers                                                            |
| 1839                                     | 1848         | Jean Élisabeth Siraudin           |             | Maire de Liernais                                                                                           |
| 1848                                     | 1855         | Joseph Nicolas Victoire Brochot   |             | Juge de paix à Liernais, propriétaire à Villiers-en-Morvan                                                  |
| 1855                                     | 1856         | François Émile de La Grange       |             | Propriétaire à Brazey-en-Morvan                                                                             |
| 1856                                     | 1870         | Joseph Nicolas Victoire Brochot   |             | Propriétaire, maire de Villiers-en-Morvan                                                                   |
| 1870                                     | 1874         | Louis Coqueugnot                  |             | Propriétaire à Vianges                                                                                      |
| 1874                                     | 1880         | Antonin Couhard                   |             | Docteur en médecine à Censerey                                                                              |
| 1880                                     | 1881 (décès) | Louis Coqueugnot                  |             | Maire de Vianges                                                                                            |
| 1881                                     | 1893         | Jean Charles                      | Républicain | Cultivateur, maire de Liernais                                                                              |
| 1893                                     | 1919         | Sébastien Jacob                   |             | Maire de Brazey-en-Morvan                                                                                   |
| 1919                                     | 1931         | René Poillot-Fleurot              |             | Négociant à Vianges                                                                                         |
| 1931                                     | 1940         | Edmond Rousseau                   | Rad.        | Propriétaire, conseiller municipal de Brazey-en-Morvan                                                      |
| 1940                                     |              |                                   |             | Les conseils d'arrondissement ont été suspendus par la loi du 12 octobre 1940 et n'ont jamais été réactivés |
| Les données manquantes sont à compléter. |              |                                   |             | |

## Composition
Le canton de Liernais regroupait 14 communes :
| Communes               | Population (2012) | Code postal | Code Insee |
| ---------------------- | ----------------- | ----------- | ---------- |
| Bard-le-Régulier       | 75                | 21430       | 21046      |
| Blanot                 | 148               | 21430       | 21083      |
| Brazey-en-Morvan       | 156               | 21430       | 21102      |
| Censerey               | 167               | 21430       | 21124      |
| Diancey                | 87                | 21430       | 21229      |
| Liernais               | 593               | 21430       | 21349      |
| Manlay                 | 223               | 21430       | 21375      |
| Marcheseuil            | 156               | 21430       | 21379      |
| Ménessaire             | 88                | 21430       | 21403      |
| Saint-Martin-de-la-Mer | 286               | 21210       | 21560      |
| Savilly                | 68                | 21430       | 21593      |
| Sussey                 | 239               | 21430       | 21615      |
| Vianges                | 61                | 21430       | 21675      |
| Villiers-en-Morvan     | 48                | 21430       | 21703      |

## Démographie
| 1962  | 1968  | 1975  | 1982  | 1990  | 1999  | 2006  | 2011  | 2012  |
| ----- | ----- | ----- | ----- | ----- | ----- | ----- | ----- | ----- |
| 3 504 | 3 254 | 2 928 | 2 717 | 2 482 | 2 395 | 2 314 | 2 417 | 2 414 |